# Mîhailivka, Iemilciîne
Mîhailivka (în ucraineană Михайлівка) este un sat în comuna Simakivka din raionul Iemilciîne, regiunea Jîtomîr, Ucraina.

## Demografie
Componența lingvistică a localității Mîhailivka
     Ucraineană (100%)
Conform recensământului din 2001, toată populația localității Mîhailivka era vorbitoare de ucraineană (100%).